# Maria Buch-Feistritz
Maria Buch-Feistritz is een voormalige gemeente in de Oostenrijkse deelstaat Stiermarken.
Maria Buch-Feistritz telt 2287 inwoners.

## Geschiedenis
Maria Buch-Feistritz maakte deel uit van het district Judenburg tot dit op 1 januari fuseerde met het district Knittelfeld tot het huidige district Murtal. Op diezelfde dag werd Maria Buch-Feistritz opgenomen in de gemeente Weißkirchen in Steiermark.
- Gemeinsame Normdatei: 10114818-5
- Virtual International Authority File: 238800924